# Goerz
La C.P. Goerz o Goerz AG o Optische Anstalt C.P. Goerz AG era una società di strumenti ottici e fotografici fondata a Berlino nel 1886 da Carl Paul Goerz (1854-1923), insieme a Carl Moser, ricercatore ottico, e Ottomar Anschütz, tecnico di laboratorio con cui era in stretti rapporti d'amicizia.

## Storia
Carl Paul Goerz aveva acquistato da Ottomar Anschütz nel 1889 il brevetto di costruzione del primo otturatore a tendina per macchine fotografiche capace di tempi da 1/1000 di secondo.
La società si specializzò nella produzione di obiettivi, fotocamere, telescopi e binocoli, anche per uso militare. Nel 1886 contava circa 25 dipendenti, saliti ai 2500 nel 1911, anche se nella massima espansione le maestranze toccarono i 10.000 dipendenti.
Come dimensioni non era seconda nemmeno alla Zeiss (che nello stesso periodo aveva 1000 operai in meno), ed esportava in molte nazioni, fra le quali Russia e Stati Uniti. Nel 1905 la Goerz American Optical continuò ad operare indipendentemente negli Stati Uniti fino al 1972. Nel 1908 fu fondata a Berlino la Goerz Photochemisches Werk GmbH, questa sezione del gruppo Goerz produceva pellicole per fotografia e cinema.
La Goerz ebbe un rapporto fondamentale con gli eserciti dell'epoca e le forniture militari. Essa infatti è rimasta famosa sia per i grandi binocoli da trincea durante la prima guerra mondiale che per i binocoli in dotazione a tutte le armi dell'esercito Austriaco-Tedesco (compresa marina e aviazione) nonché della Bulgaria, Romania ecc.
Ancora oggi si trovano innumerevoli esemplari di binocoli Goerz che hanno valore sul mercato dell'antiquariato bellico e ottico, si deve pensare che nel 1906 la GOERZ aveva già prodotto e superato i 100.000 binocoli modello "Trieder", sia per uso civile che militare.
Oltre alla principale e storica fabbrica di Friedenau (Berlino) la C.P.Goerz era presente anche a Londra, Parigi e Vienna, Bratislava, Milano, Riga e San Pietroburgo. Altre sezioni erano dedicate ai prodotti chimici e anche per macchine da scrivere o da calcolo, che una divisione della società si occupò di produrre fino al 1945.
Nel 1910 la società comprò la "Sendlinger Optische Glaswerke GmbH" azienda fondata da Joseph von Fraunhofer e Carl August von Steinheil per la produzione di vetri ottici e specchi, che la rese completamente autonoma dall'acquisto da altri rivenditori. Dopo la prima guerra mondiale con il trattato di Versailles le aziende tedesche che avevano prodotto materiale bellico furono frenate nelle produzioni e questo portò in breve ad una grave situazione economica.
Nel 1923 Paul Goerz morì e la società in regime fallimentare, venne acquistata dalla Zeiss che, insieme alle aziende "Contessa", "Nettel", "ICA" ed "Ernemann" fondò nel 1926 la Zeiss Ikon. La divisione americana della Goertz divenne un'azienda indipendente con il nome Goertz American Optical Co. producendo obiettivi per fotocamere e continuandone lo sviluppo tecnico. Nel 1971 venne comprata dalla Kollmorgen Corporation, la quale fu assorbita dalla Jos. Schneider & Co., Optische Werke, Kreuznach nel 1972.

## Obiettivi

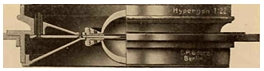
Sezione dell'obiettivo Hypergon

- Dagor (acronimo di Doppel Anastigmat Goerz), uno schema ottico anastigmatico progettato da Emil von Hoegh nel 1892, composto da sei lenti in due gruppi di tre lenti incollate. Hoegh lo propose inizialmente alla Carl Zeiss, ma venne rifiutato a causa delle aberrazioni sferiche e del coma. Venne accettato dalla Goerz e Hoegh fu assunto come ricercatore ottico al posto di Moser. Il nome Dagor gli fu assegnato nel 1904. Fu l'obiettivo di maggior successo per la Goerz, che ne produsse 30000 nei primi quattro anni in 17 focali diverse.
- Hypergon, un grandangolo da 135º composto da due lenti separate dal diaframma
- Celor, quattro lenti in quattro gruppi, con luminosità f/10.
- Frontar, modesto astigmatico a due lenti, montato esclusivamente sulle fotocamere Box Tengor.

## Fotocamere

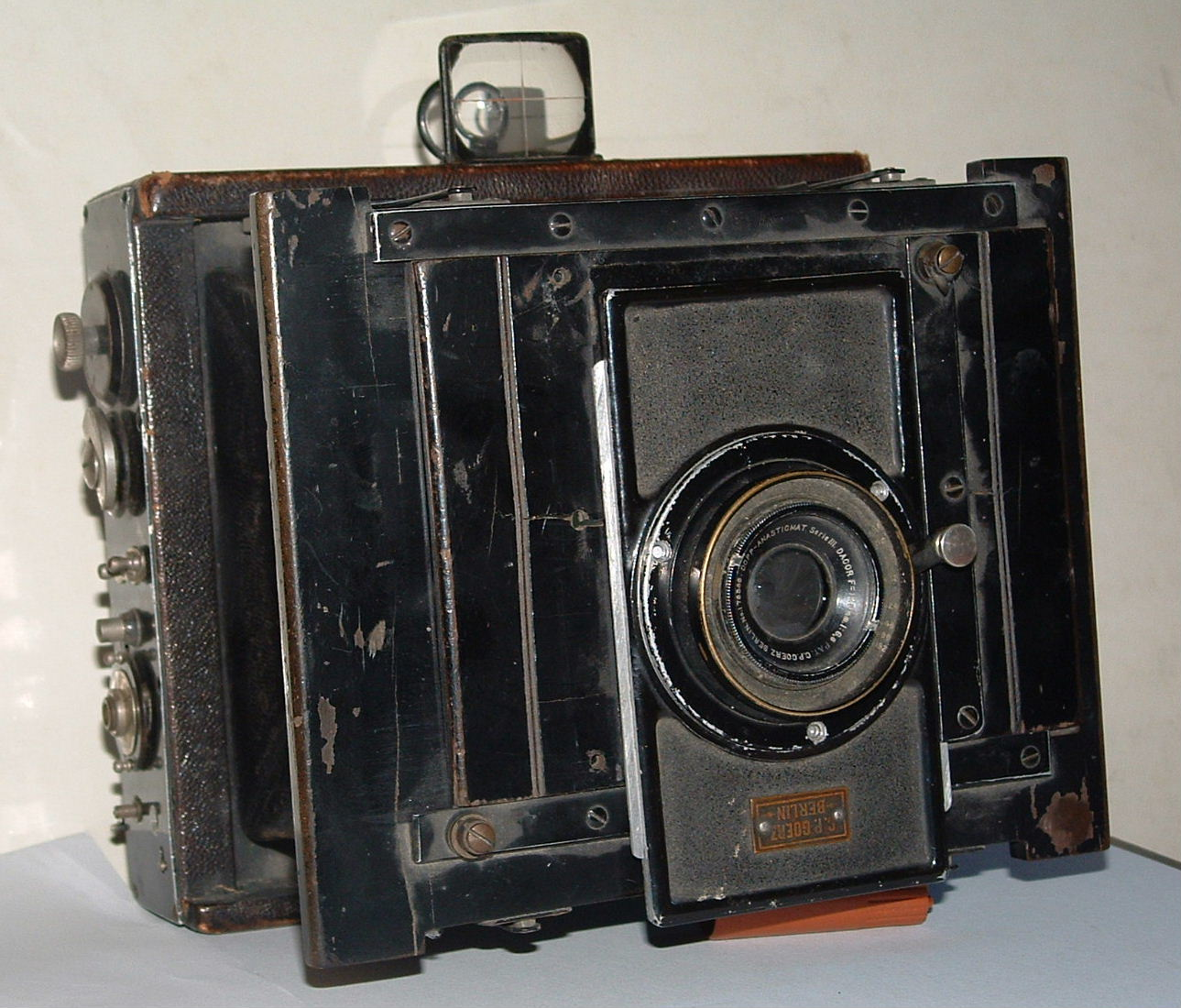
Camera C.P. Goerz Anschutz con obiettivo Dagor 120 mm

La produzione principale della Goerz comprendeva la famiglia delle folding Tenax e Klapp, a cui si univano le economiche Box Tengor. Grazie all'otturatore Anschutz proprietario, costituito da una tendina di stoffa che formava una fessura per la luce, si raggiungevano tempi di 1/1000 di secondo, i più rapidi per quel tempo. L'accoppiata Goerz/Anschutz rese queste folding le prime utilizzabili nel fotogiornalismo.

## Telescopi e binocoli

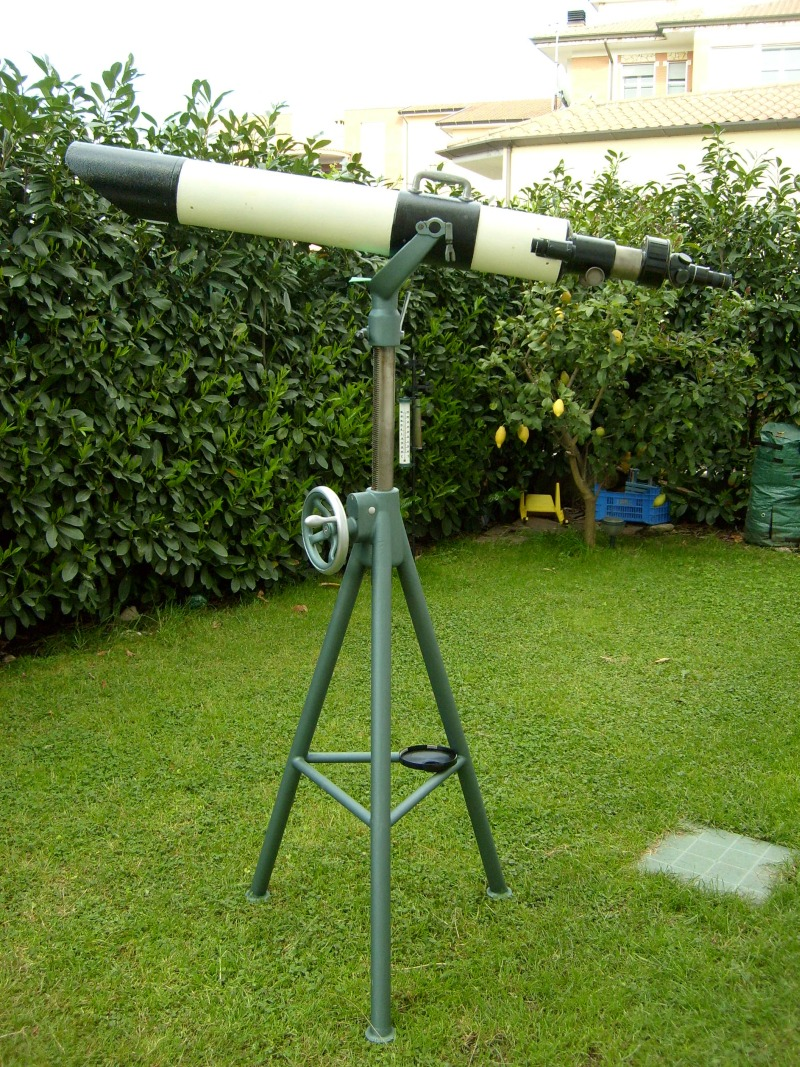
Telescopio rifrattore C. P. Goerz 1270/110 su cavalletto originale Goerz a forcella (anno 1911)

La produzione principale di telescopi C. P. Goerz è stata molto interessante pur non essendo vasta come la Zeiss. Nell'unico catalogo Goerz (anno 1913) giunto ai giorni d'oggi, appaiono ben 5 rifrattori da 60, 70, 90, 110 e 130 mm di diametro e due riflettori da 300 e 500 mm (in configurazione Cassegrain), quest'ultimo per scopo professionale astronomico con stativo fisso da osservatorio. I rifrattori Goerz utilizzavano un doppietto acromatico aplanatico Fraunhofer spaziato in aria. Alcuni di questi telescopi erano dotati di montature altazimutali (per osservazione terrestre e astronomica) o equatoriale (prettamente astronomica) con meccanismi di inseguimento "polare".
Molto ampia la gamma di binocoli della Goerz. Sono ancora oggi facilmente reperibili e se ne trovano moltissimi esemplari del periodo della prima e seconda Guerra Mondiale (come quelli a periscopio da trincea). Come si accennava nella introduzione la C. P. Goerz è stata la ditta fornitrice, insieme alla Zeiss, dell'esercito Austrungarico nella prima Guerra Mondiale e anche dell'esercito germanico nella seconda Guerra Mondiale; i binocoli prismatici Goerz erano dei 6x30 o 8x30 in dotazione alla marina, esercito, aviazione.

### Curiosità
Il filosofo André Gorz ha scelto il suo pseudonimo in base alla marca dei binocoli militari ereditati da suo padre che crede derivare, a torto, dalla città italo slovena di "Görz" (Gorizia).